# Орелиен
„Орелиѐн“ (на френски: Aurélien) е роман на френския писател Луи Арагон, издаден през 1944 година. Определян е като един от шедьоврите на писателя и като от един от великите любовни романи на XX век.
Романът е четвъртият от цикъла „Реален свят“, започнат от Арагон през 1933 г. и бележещ скъсването на писателя със сюрреализма. „Орелиен“ се отличава с психологическото си измерение. Написан е по дизайна на реализма: „Романът е машина, изобретена от човека за възприемане на реалността в нейната сложност“.
В романа Арагон влага много от себе. Написан е по времето на окупацията и съпротивата, по време, когато Елза Триоле обмисля да го напусне.
В основата на сюжета е любовната връзка между двама души в артистичните среди на Париж от Междувоенния период.
„Орелиен“ е издаден на български в превод на Пенка Пройкова през 1966 година от издателство „Народна култура“ и през 2017 година от издателство „Колибри“.

## Адаптации
По романа са създадени два филма:
- „Орелиен“ (1978), телевизионен филм на режисьора Мишел Фавар, адаптиран от него и Франсоаз Верни
- „Орелиен“ (2004), телевизионен филм на Арно Селиняк, адаптиран от Ерик-Еманюел Шмит[2]